# 內田智也
內田智也（Tomoya Uchida，1983年7月10日—），已退役日本足球運動員，司職進攻中場，現時擔任日本職業足球乙級聯賽球會橫濱FC項目傳訊經理。

## 球員生涯
內田智也生於日本三重縣三重郡菰野町，於2006年協助橫濱FC由日乙升班挑戰日職，其後轉會至同一聯賽球會大宮松鼠及甲府風林，合共超過70場日職經驗，到2012年1月重返橫濱FC，期間與日本名將三浦知良成為隊友，而內田智也每季都獲穩定的出場機會，因此他在日職都有名氣。
2016年12月13日，內田智也在福田健二推薦下加盟港超聯球會冠忠南區，並於2017年1月7日對南華的聯賽後備登場，首度在港亮相，最終協助南區以1–0勝出。隨後再2月3日作客港會的聯賽中，取得首個港超入球，結果協助南區以6–0勝出，可是他於球季完結後不獲續約，宣佈退役，並獲日本媒體廣泛報導，而他重返橫濱FC擔當項目傳訊經理。

## 人物軼事
內田智也最喜歡的球員為曾經效力巴塞隆拿的恩尼斯達和效力皇家馬德里的莫迪歷，此外，他的堂兄內田博幸是兩屆日本冠軍騎師。

## 獎項
冠忠南區
- 香港季後附加賽亞軍（2016–17季度）

## 外部連結
- 香港足球總會註冊球員資料 （页面存档备份，存于）
- 橫濱FC球員資料 （页面存档备份，存于）